# 모리 나나
모리 나나(森七菜, 2001년 8월 31일 ~ )는 일본의 배우이다.

## 출연 작품

### 영화
- 《마음이 외치고 싶어해》 (2017) - 니토 나쓰키 중학생 시절 역
- 《도쿄 구울 S》 (2019) - 고사카 요리코 역
- 《날씨의 아이》 (2019) - 아마노 하루나 (목소리) 역
- 《최초의 만찬》 (2019) - 도비 미야코 소녀 시절 역
- 《라스트 레터》 (2020) - 소요카 / 키시베노 유리 (고등학생) 역
- 《461개의 도시락》 (2020) - 니시나 히로미 역
- 《라이어X라이어》 (2021) - 타카츠키 미나토 역
- 《퍼레이드》 (2024) - 나나 역
- 《4월이 되면 그녀는》 (2024) - 이요다 하루 역
- 《엣 더 벤치》 (2024) 3편
- 《첫 번째 키스》 (2025) - 세키 안리 역